# Amazing Stories Quarterly

«Amazing Stories Quarterly», осень 1928 года

«Amazing Stories Quarterly» — журнал фантастики, ежеквартальное приложение к «Amazing Stories» Хьюго Гернсбека. Журнал был преобразован из ежегодника «Amazing Stories Annual» и практически повторял его особенности — он был толще, чем ежемесячный «Amazing» и в два раза дороже.
Журнал выходил с 1928 по 1934 год.
- Издатель: Experimenter Publishing Company
- Редактор: Хьюго Гернсбек
- Помощник редактора: Томас О’Конор Слоун
- Формат: bedsheet
- Объём: 144 стр.
- Цена: 50 центов

Весной 1929 года, после признания Гернсбека банкротом и передачи Experimenter Publishing Co. под управление Irving Trust Co. и последующей продажи, журнал продолжает выходить формально под редакцией Артура Х. Линча, однако всю работу по-прежнему делает Томас О’Конор Слоун, который становится полноправным редактором начиная с осени 1929 года.
Осенью 1930 года издателем журнала становится компания Radio-Science Publications, через год переименованная в Teck Publishing Corporation.
В 1932 году журнал начал допускать сбои в периодичности. В начале 1933 года объём журнала сократился до 128 страниц. В 1934 году вышел только один номер. После этого журнал перестал существовать как самостоятельное издание, хотя эпизодически выпускались номера, содержащие перепечатки рассказов, ранее опубликованных в «Amazing Stories». Всего было выпущено 22 номера журнала.

## Обложки журнала

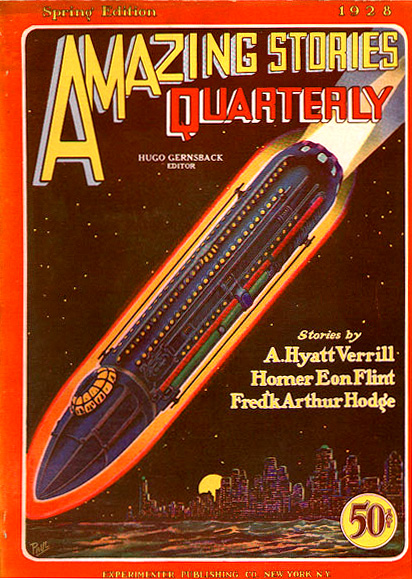
«Amazing Stories Quarterly», весна 1928 года
«Amazing Stories Quarterly», лето 1928 года

## Интересные факты
В 1940—1943 годах и с 1947 по 1951 блоки отдельных номеров журнала «Amazing Stories» из нераспроданных экземпляров сшивались по три и выпускались в новых обложках под названием «Amazing Stories Quarterly». Оснований считать эти выпуски отдельными изданиями нет, но они представляют некоторый коллекционный интерес.